# Hans Christoph Ludwig von der Mülbe
Hans Christoph Ludwig von der Mülbe (* 25. Oktober 1748 in Bartenstein; † 20. Juli 1811 in Braunsberg) war ein preußischer Generalmajor.

## Leben

### Herkunft
Seine Eltern waren der Generalmajor Christoph Ludwig von der Mülbe und dessen Ehefrau Luise Eleonora, geborene von Unfried (1713–1785).

### Militärkarriere
Er kam 1761 als Gefreitenkorporal in das Infanterieregiments „von Syburg“ der Preußischen Armee. Während des Siebenjährigen Krieges kämpft er bei der Belagerung von Schweidnitz und den Gefechten von Leutmannsdorf und Adelsbach. Er wurde in dieser Zeit am 7. Dezember 1762 zum Fähnrich befördert.
Nach dem Krieg avancierte er bis November 1778 zum Premierleutnant und nahm am Bayerischen Erbfolgekrieg teil. Am 1. Dezember 1784 wurde er zum Stabskapitän und am 7. Juni 1787 zum Kapitän und Kompaniechef befördert. Am 15. Mai 1790 wurde er Major, am 5. Juli 1797 Oberstleutnant und am 22. Mai 1800 Oberst. Als es 1806 zum Vierten Koalitionskrieg kam, kämpfte Mülbe bei der vergeblichen Verteidigung von Danzig. Dafür erhielt er am 19. Juni 1807 den Orden Pour le Mérite. Aber am 4. Oktober 1808 bekam er seine Demission als Generalmajor und mit einer Pension von 800 Talern. Er starb am 20. Juli 1811 in Braunsberg.

### Familie
Mülbe heiratete am 26. Juli 1789 in Königsberg Dorothea Luise Helene Sophie von Lübtow (1766–1846) aus dem Hause Bichow. Das Paar hatte mehrere Kinder:
- Luise Dorothea Friederike Karoline (1790–1825)
- Wilhelmine Charlotte Henriette (* 1791) ⚭ Heinrich Barth, Kommerzienrat in Königsberg
- Friedrich Hans Ludwig Gottlieb (1793–1877), Oberst, Kommandant von Wechselmünde ⚭ Wilhelmine Helene Juliane von Helden (1804–1890), aus dem Hause Radomno
- Magnus Adolf Christoph Alexander (1796–1858), Oberstleutnant a. D. ⚭ Auguste Luise Kunze (1804–1885)
- Johanna Emilie August Antoniette (1798–1801)
- Otto Albert Karl Heinrich (1801–1891), preußischer General der Infanterie ⚭ Franziska Marianne Johanne Bertram (1813–1904)